# Hansford Rowe (színművész)
Hansford Rowe (Richmond, Virginia, 1924. május 12. – New Hall, Kalifornia, 2017. szeptember 5.) amerikai színész.

## Filmjei

### Mozifilmek
- Gordon's War (1973)
- A Keselyű három napja (Three Days of the Condor) (1975)
- Simon (1980)
- Eltűntnek nyilvánítva (Missing) (1982)
- Az Osterman-hétvége (The Osterman Weekend) (1983)
- Bomba bébi (Baby Boom) (1987)
- A pentagram (The First Power) (1990)
- Hiúságok máglyája (The Bonfire of the Vanities) (1990)
- Sandino (1991)
- Dante pokla (Dante's Peak) (1997)
- Dry Cycle (2003)
- A tökéletes család (The Perfect Family) (2011)

### Tv-filmek
- Big Blonde (1980)
- Thin Ice (1981)
- Rascals and Robbers: The Secret Adventures of Tom Sawyer and Huck Finn (1982)
- Malibu (1983)
- V (1983)
- Sitcom (1983)
- Amazons (1984)
- V: The Final Battle (1984)
- Robert Kennedy and His Times (1985)
- Doubletake (1985)
- Dream West (1986)
- Perry Mason – Óvatlan Rómeó (Perry Mason: The Case of the Reckless Romeo) (1992)
- For Their Own Good (1993)
- Amelia Earhart – Az utolsó repülés (Amelia Earhart: The Final Flight) (1994)
- Roswell (1994)
- Találkozás egy idegennel (Once You Meet a Stranger) (1996)
- Kutyaszerencse (You Lucky Dog) (1998)

### Tv-sorozatok
- The Edge of Night (1956)
- Another World (1964)
- Dark Shadows (1968, három epizódban)
- Great Performances (1977, egy epizódban)
- Ryan's Hope (1980, egy epizódban)
- Love, Sidney (1981–1982, két epizódban)
- Baker's Dozen (1982, egy epizódban)
- ABC Afterschool Specials (1982, egy epizódban)
- The Greatest American Hero (1983, egy epizódban)
- Remington Steele (1983, egy epizódban)
- Newhart (1983, egy epizódban)
- Dallas (1983, egy epizódban)
- Bare Essence (1983, két epizódban)
- American Playhouse (1984, egy epizódban)
- Spenser: For Hire (1986–1987, két epizódban)
- My Two Dads (1990, egy epizódban)
- L.A. Law (1990, két epizódban)
- Coach (1990, 1992, két epizódban)
- My Life and Times (1991, egy epizódban)
- Night Court (1991, egy epizódban)
- Bob (1993, egy epizódban)
- Angyali érintés (Touched by an Angel) (1996, egy epizódban)
- Dark Skies (1996, egy epizódban)
- Pókember (Spider-Man) (1997, hang, két epizódban)
- Ügyvédek (The Practice) (1997, egy epizódban)
- Doktorok (L.A. Doctors) (1999, egy epizódban)
- The Drew Carey Show (2000, egy epizódban)
- Sírhant művek (Six Feet Under) (2002, egy epizódban)
- Will és Grace (Will & Grace) (2003, egy epizódban)
- Félig üres (Curb Your Enthusiasm) (2005, egy epizódban)
- Office (The Office) (2007, egy epizódban)
- Modern család (Modern Family) (2013, egy epizódban)
- Nevelésből elégséges (Raising Hope) (2013, egy epizódban)

## További információ
- Hansford Rowe az Internetes Szinkronadatbázisban (magyarul)
- Hansford Rowe az Internet Movie Database-ben (angolul)
- Hansford Rowe a Rotten Tomatoeson (angolul)